# Dötz-Reaktion
Die Dötz-Reaktion ist eine Namensreaktion der Organischen Chemie und benannt nach ihrem Entdecker Karl Heinz Dötz. Die Reaktion dient der Benzoanellierung. Als Edukte werden Chromcarbenkomplexe, Alkine und Kohlenstoffmonoxid (CO) benötigt.

## Mechanismus
Die Reaktion beginnt mit der Abspaltung eines Carbonylliganden vom Chromkomplex unter Bildung des Carbenkomplexes 2. Dieser Schritt ist geschwindigkeitsbestimmend für die gesamte Reaktion, wie in Untersuchungen unter CO-Atmosphäre festgestellt wurde. Im nächsten Schritt addiert ein Alkin in einer [2+2]-Cycloaddition an den Komplex unter Bildung eines Chromacyclobutens 3. Durch Öffnung des Cyclobutenrings wird anschließend der Vinylcarbenkomplex 4 gebildet. Durch CO-Insertion entsteht das Keten 5, an das der Chromkomplex über die beiden entstandenen Doppelbindungen koordiniert ist. Im nächsten Schritt findet der Ringschluss statt, wobei das Keton 6 gebildet wird. Durch Keto-Enol-Tautomerie wird die Verbindung aromatisiert. Der am Aromaten verbleibende Chromkomplex kann nun zum Beispiel durch die Umsetzung mit Kohlenstoffmonoxid zu Chromhexacarbonyl (Cr(CO)6) entfernt werden. Hierzu ist ein CO-Druck von etwa 50 bar notwendig. Letztlich wird so das Naphtholderivat 7 erhalten.

## Anwendung
Die Dötz-Reaktion findet Anwendung in der Naturstoffsynthese. So können zum Beispiel die Vitamine E (Tocopherol) und K mit der Dötz-Reaktion als Schlüsselschritt synthetisiert werden.
Die Anwendung der Dötz-Reaktion wird auch durch die einfache Synthese der benötigten Fischer-Carbene begünstigt.